# Saint-Abraham
Pour les articles homonymes, voir Abraham (homonymie).
Saint-Abraham [sɛ̃tabʁaam] est une commune française située dans le département du Morbihan, en région Bretagne. Elle fait partie de la communauté de communes De l'Oust à Brocéliande Communauté.

## Géographie

### Situation

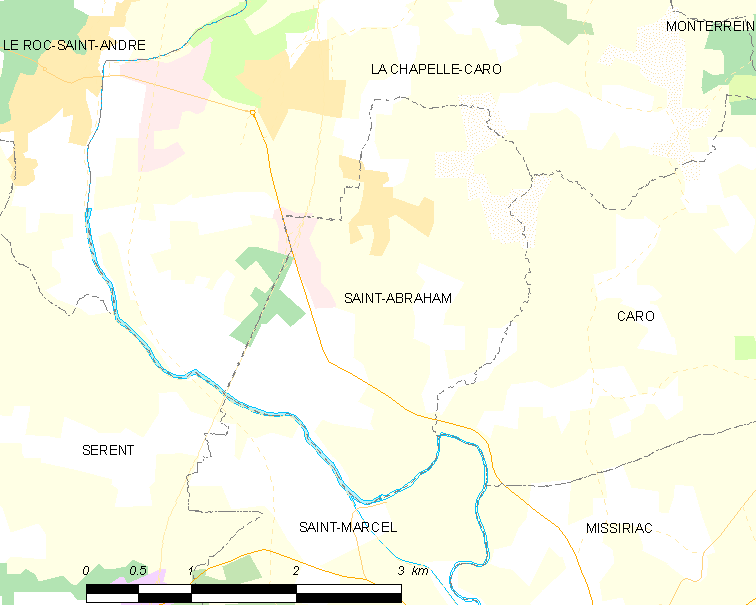
Carte de Saint-Abraham et des communes avoisinantes.

| La Chapelle-Caro | La Chapelle-Caro | La Chapelle-Caro |
| La Chapelle-Caro | Saint-Abraham    | Caro             |
| Serent           | Saint-Marcel     |                  |

### Relief et hydrographie

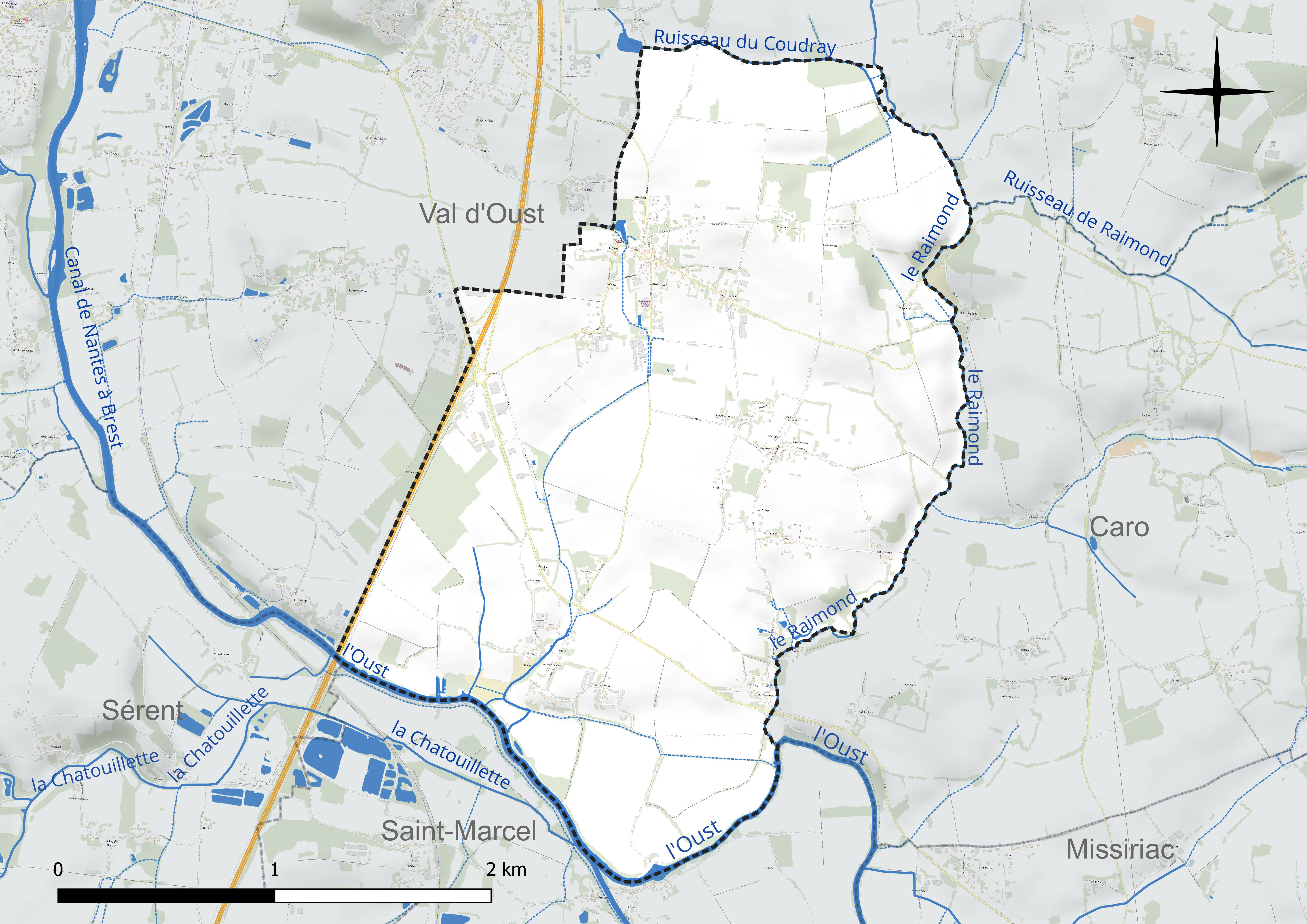
Carte du réseau hydrographique de Saint-Abraham.

### Hydrographie
Pour un article plus général, voir Réseau hydrographique du Morbihan.
La commune est située dans le bassin Loire-Bretagne. Elle est drainée par le canal de Nantes à Brest, l'Oust, le Raimond, le ruisseau du Coudray et un autre petit cours d'eau,.
Le canal de Nantes à Brest est un canal, chenal et un estuaire et un cours d'eau naturel navigable sur une grande partie de son cours, d'une longueur de 364 km, prend sa source dans la commune de Nort-sur-Erdre et se jette  dans la Loire à Nantes. 

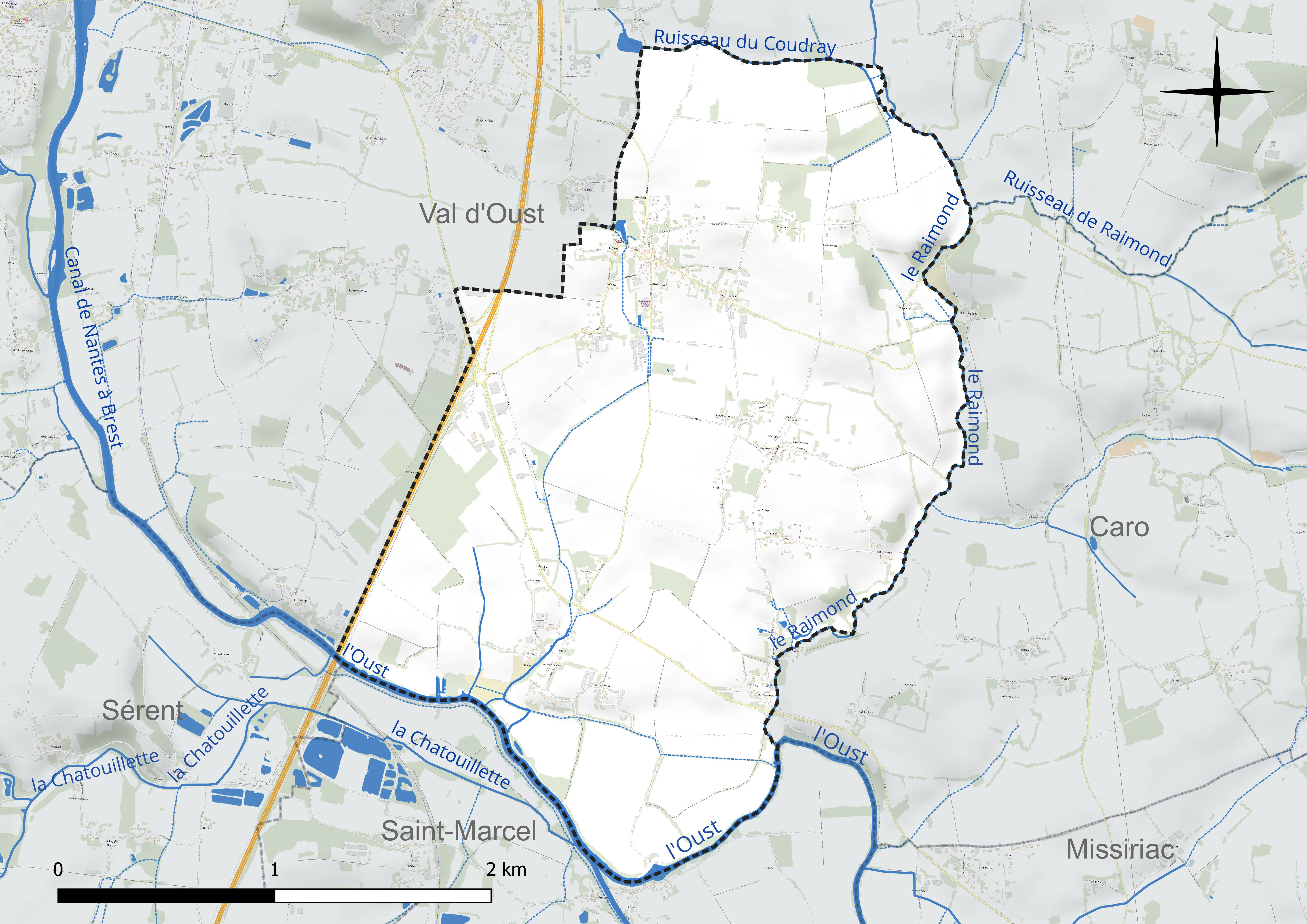
Réseau hydrographique de Saint-Abraham.

L'Oust, d'une longueur de 145 km, prend sa source dans la commune de La Harmoye et se jette  dans la Vilaine à Rieux, après avoir traversé 46 communes. 

### Climat
Pour des articles plus généraux, voir Climat de la Bretagne et Climat du Morbihan.
En 2010, le climat de la commune est de type climat océanique franc, selon une étude du CNRS s'appuyant sur une série de données couvrant la période 1971-2000. En 2020, Météo-France publie une typologie des climats de la France métropolitaine dans laquelle la commune est exposée à un climat océanique et est dans la région climatique  Bretagne orientale et méridionale, Pays nantais, Vendée, caractérisée par une faible pluviométrie en été et une bonne insolation. Parallèlement l'observatoire de l'environnement en Bretagne publie en 2020 un zonage climatique de la région Bretagne, s'appuyant sur des données de Météo-France de 2009. La commune est, selon ce zonage, dans la zone « Intérieur Est », avec des hivers frais, des étés chauds et des pluies modérées.
Pour la période 1971-2000, la température annuelle moyenne est de 11,5 °C, avec une amplitude thermique annuelle de 12,6 °C. Le cumul annuel moyen de précipitations est de 823 mm, avec 13,3 jours de précipitations en janvier et 6,6 jours en juillet. Pour la période 1991-2020, la température moyenne annuelle observée sur la station météorologique la plus proche, située sur la commune de Ploërmel à 9 km à vol d'oiseau, est de 12,0 °C et le cumul annuel moyen de précipitations est de 767,2 mm,. Pour l'avenir, les paramètres climatiques de la commune estimés pour 2050 selon différents scénarios d'émission de gaz à effet de serre sont consultables sur un site dédié publié par Météo-France en novembre 2022.

## Urbanisme

### Typologie
Au 1er janvier 2024, Saint-Abraham est catégorisée commune rurale à habitat dispersé, selon la nouvelle grille communale de densité à sept niveaux définie par l'Insee en 2022.
Elle est située hors unité urbaine. Par ailleurs la commune fait partie de l'aire d'attraction de Ploërmel, dont elle est une commune de la couronne,. Cette aire, qui regroupe 19 communes, est catégorisée dans les aires de moins de 50 000 habitants,.

### Occupation des sols
L'occupation des sols de la commune, telle qu'elle ressort de la base de données européenne d’occupation biophysique des sols Corine Land Cover (CLC), est marquée par l'importance des territoires agricoles (90,9 % en 2018), en diminution par rapport à 1990 (94,4 %). La répartition détaillée en 2018 est la suivante : 
terres arables (58,7 %), zones agricoles hétérogènes (20,8 %), prairies (11,4 %), zones urbanisées (4,5 %), zones industrielles ou commerciales et réseaux de communication (3,5 %), forêts (1,1 %). L'évolution de l’occupation des sols de la commune et de ses infrastructures peut être observée sur les différentes représentations cartographiques du territoire : la carte de Cassini (XVIIIe siècle), la carte d'état-major (1820-1866) et les cartes ou photos aériennes de l'IGN pour la période actuelle (1950 à aujourd'hui).

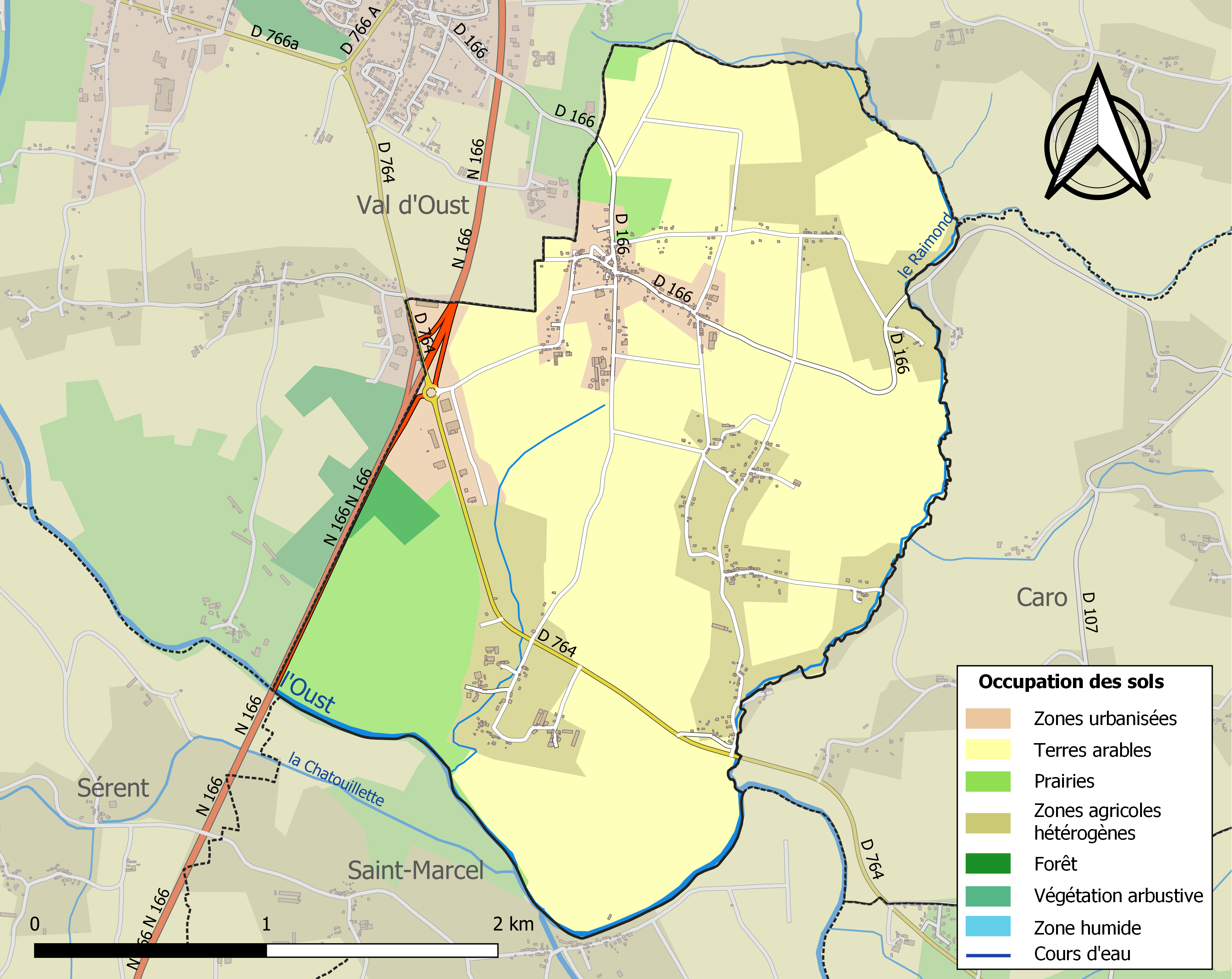
Carte des infrastructures et de l'occupation des sols de la commune en 2018 (CLC).

## Toponymie
La paroisse est nommée pour la première fois dans un texte historique lors d'une montre en 1427 sous le nom de "Sainct Abraham", puis
attestée sous sa forme bretonne Sanct Abran en 1433, en 1479 et en 1574 elle est aussi dénommée parfois Sainct Abram (en 1460 par exemple) ; la graphie "Saint-Abraham" ne s'est imposée qu'après la Révolution française.
Ce toponyme est sans doute la christianisation d'un anthroponyme plus ancien, probablement un chef religieux lors de l'immigration bretonne en Armorique.
Saint-Abran en gallo.

## Histoire

### Préhistoire et Antiquité
Des débris d'un dolmen et deux tombelles ont été trouvées à proximité de la ferme du Coin-de-l'Or.
Une voie romaine, dite "chaussée d'Ahès", traverse le sud de la commune. François-Marie Cayot-Délandre écrit qu'il a trouvé « aux abords du hameau du Coin-de-l'Or, d'assez nombreux fragments de briques et de cette poterie romaine couleur de cire d'Espagne ; des morceaux de cette dernière espèce, trouvés il y a quelques années et que je possède, sont ornés de dessins en relief très élégants. Il s'agit de céramique sigillée décorée d'un personnage et de feuillages stylisés ». L'abbé Joseph-Marie Le Mené écrit qu'il aurait été trouvé une urne d'époque romaine à un endroit indéterminé de la commune.

### Moyen-Âge
La paroisse de Saint-Abraham et sa trève Monterrein, sont probablement issues du démembrement de la paroisse de Ploërmel.
La terre et seigneurie du Crévi appartenait en 1330 à Jean de Derval ; elle fut vendue en 1554 par Anne, baronne de Mont(e)jean, veuve de Jean VII d'Acigné, qui la possédait alors. En 1593 , lors des Guerres de la Ligue, Crévi fut assiégé en vain par les capitaines de Lahideuc et de la Connelaye (des "Royaux" qui soutenaient Henri IV), qui contrôlaient alors Malestroit.

### Temps modernes

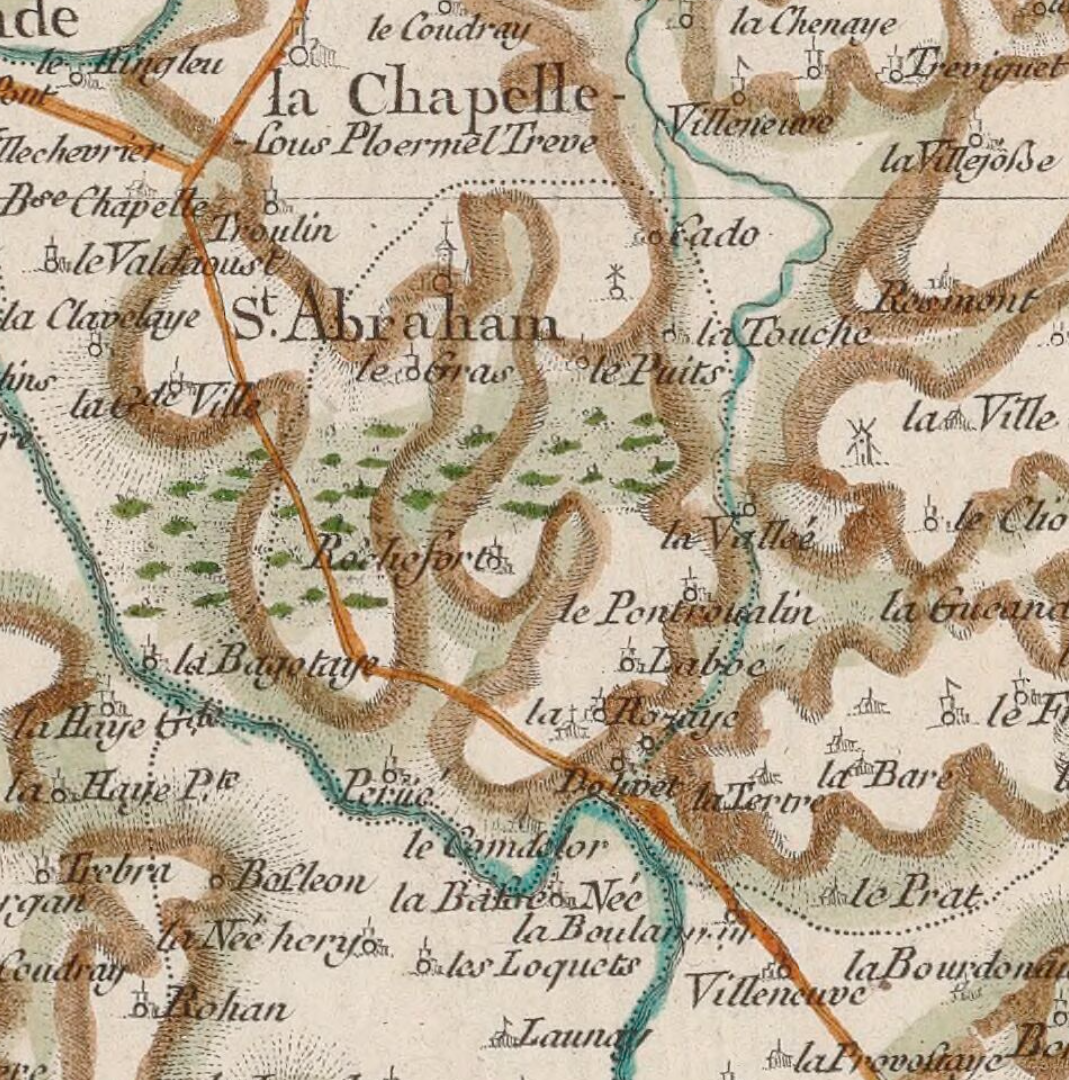
Carte de Cassini de la paroisse de Saint-Abraham et de ses environs (1789).

Jean-Baptiste Ogée décrit ainsi Saint-Abraham en 1778 :

« Saint-Abraham ; sur une hauteur, à 20 lieues au Sud-Sud-Ouest de Saint-Malo, son évêché ; à 13 lieues & demie de Rennes ; et à 2 lieues de Ploërmel, sa subdélégation et son ressort. On y compte 400 communiants: la cure est à l'`alternative. Le territoire est bien cultivé ; il offre à la vue des monticules, des coteaux , et quelques landes de très peu d'étendue. »

### Révolution française
La commune créée en 1791 (sans Monterrein qui devient une commune séparée] est rattachée en 1793 au canton de Caro avant de l'être au canton de Malestroit en 1803.
Le recteur de Saint-Abraham, J.B. Danion, refusa de prùeter le serment de fidélité à la Constitution civile du clergé et devint donc prêtre réfractaire ; il dut se cacher en 1792.
Le 14 janvier 1793 une troupe de 60 hommes est envoyée à Saint-Abraham pour y maintenir l'ordre, des troubles ayant éclaté dans la commune en raison de l'arrestation d'un autre prêtre, P. Michel. En 1798 un autre prêtre de la paroisse, Pierre Boury, est arrêté et emprisonné sur la frégate La Vaillante à Saint-Martin-de-Ré avant dêtre délivré par les Anglais et conduit à Plymouth.
Lors du Concordat la paroisse de Saint-Abraham est rattachée au diocèse de Vannes ; la paroisse est supprimée en 1808 et rétablie en 1820.

### LeXIXesiècle
Le 27 août 1848, des troubles graves éclatèrent à Malestroit lors des élections pour le conseil d'arrondissement : les électeurs de 4 communes  (Sérent, Lizio, Saint-Abraham, Saint-Guyomard) se disputèrent pour savoir quelle commune voterait la première : « les pierres que se jetaient les combattans atteignirent beaucoup de vitres et quelques habitans de Malestroit ; aussitôt la Garde nationale fut convoquée et, par un mouvement de frayeur fort regrettable, elle tira sur les paysans de ces communes. Deux furent atteints assez grièvement ; on pense que la blessure de l'un d'eux est mortelle. Nous avons demandé que l'on fit voter chaque commune au chef-lieu de la commune, et non au chef-lieu de canton ». Dans un autre article paru quelques jours plus tard, le même journal précise que le commencement des troubles serait dû à des électeurs de Ruffiac qui auraient commencé dans l'après-midi à frapper des électeurs de Sérent qui commençaient à danser et qu'une trentaine de Sérentais auraient été blessés.
A. Marteville et P. Varin, continuateurs d'Ogée, décrivent ainsi Saint-Abraham en 1853 :

« Saint-Abraham : commune formée de l'ancienne paroisse de ce nom ; aujourd'hui succursale. (..) Principaux villages : Cado, la Touche, le Gratz, Rochefort, la Boé, Pont-Rualin, Dolivet, Perné, Coin-de-l'Or. Superficie totale 667 hectares 13 ares, dont (..) terres labourables 284 ha, prés et pâturages 119 ha, bois 8 ha, vergers et jardins 12 ha, châtaigneraies 5 ha, landes et incultes 201 ha (..). Moulin de Gréalet, à vent. Le territoire de cette commune n'est pas très fertile. Cependant il a été encore empiré par un travail qui eût du l'améliorer, la canalisation de l'Oust. Les meilleures terres de Saint-Abraham sont inondées fréquemment, et les paysans, au lieu d'en faire de gras pâturages, persévèrent à les ensemencer en céréales qui poussent très mal. (..) Géologie : schiste argileux. On parle le français [en fait le gallo]. »

### LeXXesiècle

#### La Première Guerre mondiale
Le monument aux morts de Saint-Abraham porte les noms de 24 soldats de la commune décédés durant la Première Guerre mondiale ; parmi eux Alexis Houeix est mort de maladie le 28 octobre 1918 en Grèce où il se trouvait dens le cadre de l'expédition de Salonique ; tous les autres sont morts sur le sol français, dont Mathurin Goudy, mort des suites de ses blessures le 12 juillet 1915 à Fosseux (Pas-de-Calais), décoré de la Médaille militaire et de la Croix de guerre et Pierre Brûlé, mort de maladie le 18 novembre 1918, donc après l'armistice.

#### L'Entre-deux-guerres
Le monument aux morts de Saint-Abraham a la forme d'un obélisque placé sur un socle placé sur un soubassement formé de 4 marches ; il est orné d'une palme et surmonté d'une croix latine; l'inscription "Aux enfants de Saint-Abraham 1914-1918" est placée sur l'obélisque. Deux plaques commémoratives portent les noms, l'une des morts de la Première Guerre mondiale, l'autre (ajoutée par la suite) des morts de la Deuxième Guerre mondiale. Finance partiellement par une souscription il est inauguré le 20 mars 1921

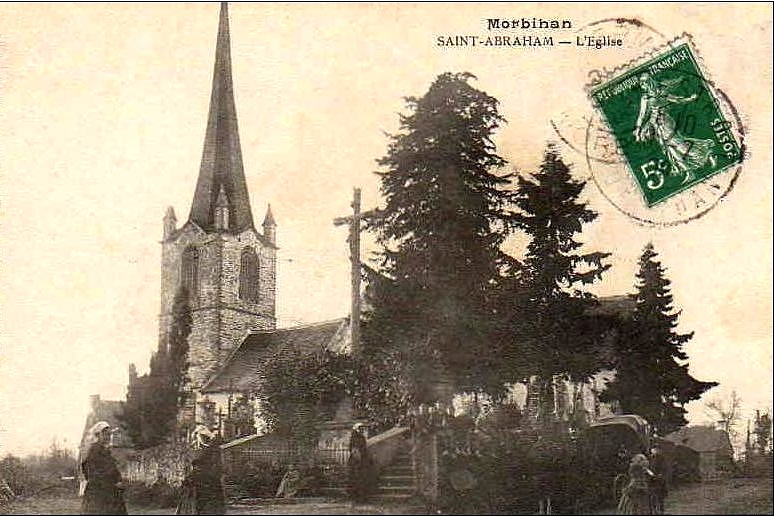
Saint-Abraham ː l'église paroissiale vers 1920 (carte postale).
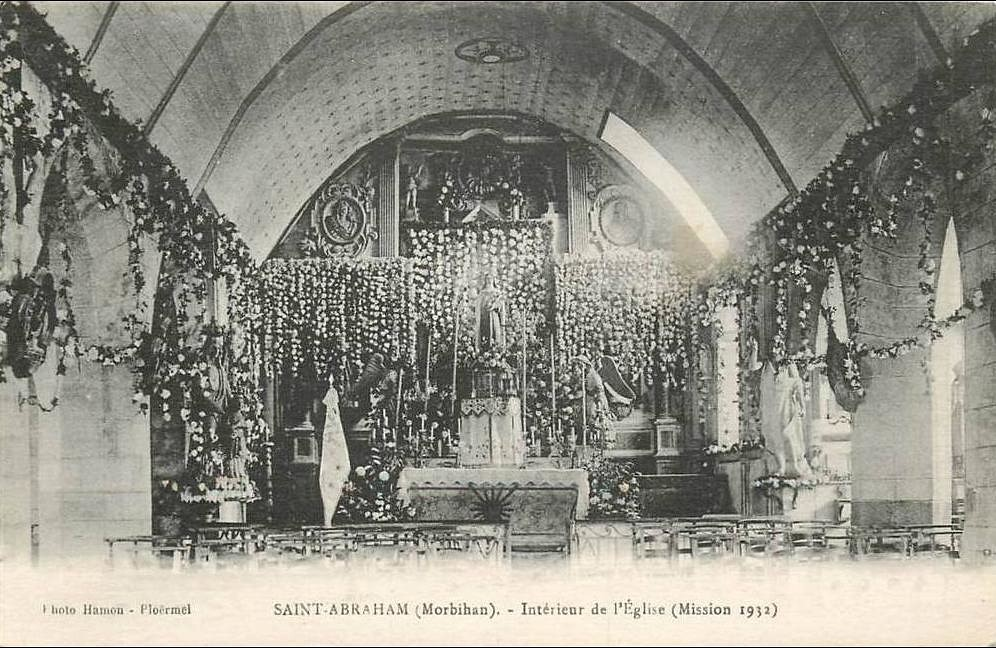
Saint-Abraham ː le chœur de l'église paroissiale décoré lors de la Mission de 1932 (carte postale).

#### La Seconde Guerre mondiale
Le monument aux morts de Saint-Abraham porte les noms de 6 personnes mortes pour la France pendant la Deuxième Guerre mondiale ; parmi elles Pierre Couedic, Théophile Mesle, Dosithé Michel et Auguste Roger sont des soldats morts au printemps 1940 lors de la Campagne de France ; Mathurin Guilloux est un résistant FFI tué le 27 juillet 1944 lors de l'attaque du camp maquisard de Guerlogoden (en Kergrist) par les Allemands; Ange Loget est mort en captivité en Allemagne le 2 mai 1945.

### LeXXIesiècle
Michel Guégan; maire de La Chapelle-Caro, futà l'origine d'un projet de regroupement en 2013 qui concernait les trois communes de La Chapelle-Caro, Saint-Abraham et Le Roc-Saint-André (ces trois communes étaient déjà associées depuis 1999 dans le cadre d'un Sivu de l'école publique Pablo-Picasso, un regroupement pédagogique intercommunal), expliquant « qu'il n'y aurait plus besoin que d'un secrétaire de mairie au lieu de trois, et l'échelle des 2 500 habitants permettrait à la commune nouvelle de s'équiper d'un matériel d'une autre ampleur que celui utilisé par les trois petites entités ». Mais ce projet échoua en 2014 et c'est une commune nouvelle regroupant Le Roc-Saint-André, La Chapelle-Caro et Quily sous le nom de Val d'Oust qui a abouti.

## Politique et administration
| Période                                  | Période                   | Identité          | Étiquette | Qualité |
| ---------------------------------------- | ------------------------- | ----------------- | --------- | --- |
| Les données manquantes sont à compléter. |                           |                   |           | |
| 1944                                     | septembre 1954 (décès)    | Paul Havart       |           | |
| Les données manquantes sont à compléter. |                           |                   |           | |
|                                          | mars 1983                 | Jean Madouas      |           | |
| mars 1983                                | mars 2001                 | Jean-Yves Malinge |           | |
| mars 2001                                | mars 2014                 | Daniel Moussard   |           | Agent de maîtrise |
| mars 2014 Réélue en 2020                 | En cours (au 29 mai 2020) | Gaēlle Berthevas  | DVD       | Licenciée en droit, ancienne première adjointe Vice-présidente de la CC du Val d'Oust et de Lanvaux (2014 → 2016) Vice-présidente de De l'Oust à Brocéliande Communauté (2017 → ) Présidente du Pays de Ploërmel - Cœur de Bretagne (2020 → ) |

## Démographie
L'évolution du nombre d'habitants est connue à travers les recensements de la population effectués dans la commune depuis 1793. Pour les communes de moins de 10 000 habitants, une enquête de recensement portant sur toute la population est réalisée tous les cinq ans, les populations de référence des années intermédiaires étant quant à elles estimées par interpolation ou extrapolation. Pour la commune, le premier recensement exhaustif entrant dans le cadre du nouveau dispositif a été réalisé en 2008.

En 2022, la commune comptait 540 habitants, en évolution de −0,18 % par rapport à 2016 (Morbihan : +3,82 %, France hors Mayotte : +2,11 %).
| 1793 | 1800 | 1806 | 1821 | 1831 | 1836 | 1841 | 1846 | 1851 |
| ---- | ---- | ---- | ---- | ---- | ---- | ---- | ---- | ---- |
| 400  | 346  | 400  | 429  | 418  | 412  | 401  | 420  | 450  |

| 1856 | 1861 | 1866 | 1872 | 1876 | 1881 | 1886 | 1891 | 1896 |
| ---- | ---- | ---- | ---- | ---- | ---- | ---- | ---- | ---- |
| 422  | 404  | 415  | 388  | 384  | 378  | 388  | 385  | 395  |

| 1901 | 1906 | 1911 | 1921 | 1926 | 1931 | 1936 | 1946 | 1954 |
| ---- | ---- | ---- | ---- | ---- | ---- | ---- | ---- | ---- |
| 360  | 380  | 401  | 392  | 398  | 414  | 423  | 402  | 354  |

| 1962 | 1968 | 1975 | 1982 | 1990 | 1999 | 2006 | 2008 | 2013 |
| ---- | ---- | ---- | ---- | ---- | ---- | ---- | ---- | ---- |
| 384  | 401  | 404  | 415  | 447  | 456  | 523  | 542  | 543  |

| 2018 | 2022 | - | - | - | - | - | - | - |
| ---- | ---- | - | - | - | - | - | - | - |
| 531  | 540  | - | - | - | - | - | - | - |

## Enseignement
- École publique Pablo Picasso (située à La Chapelle-Caro, mais dans le cadre d'un RPI regroupant Saint-Abraham, La Chapelle-Caro et Le Roc-Saint-André géré par un SIVU désormais dénommé "Syndicat intercommunal à vocation unique pour l'école publique de Val d'Oust - Saint-Abraham".
- École privée Notre-Dame-de-Lourdes, située à Saint-Abraham (regroupement pédagogique avec l'école privée Sainte-Thérèse de La Chapelle-Caro) ; 87 élèves en 2022.

## Culture et patrimoine

### Lieux et monuments
- Église Saint-Étienne : elle est en forme de croix latine, ses arcades sont ogivales et des fennêtres ont des meneaux de style flamboyant

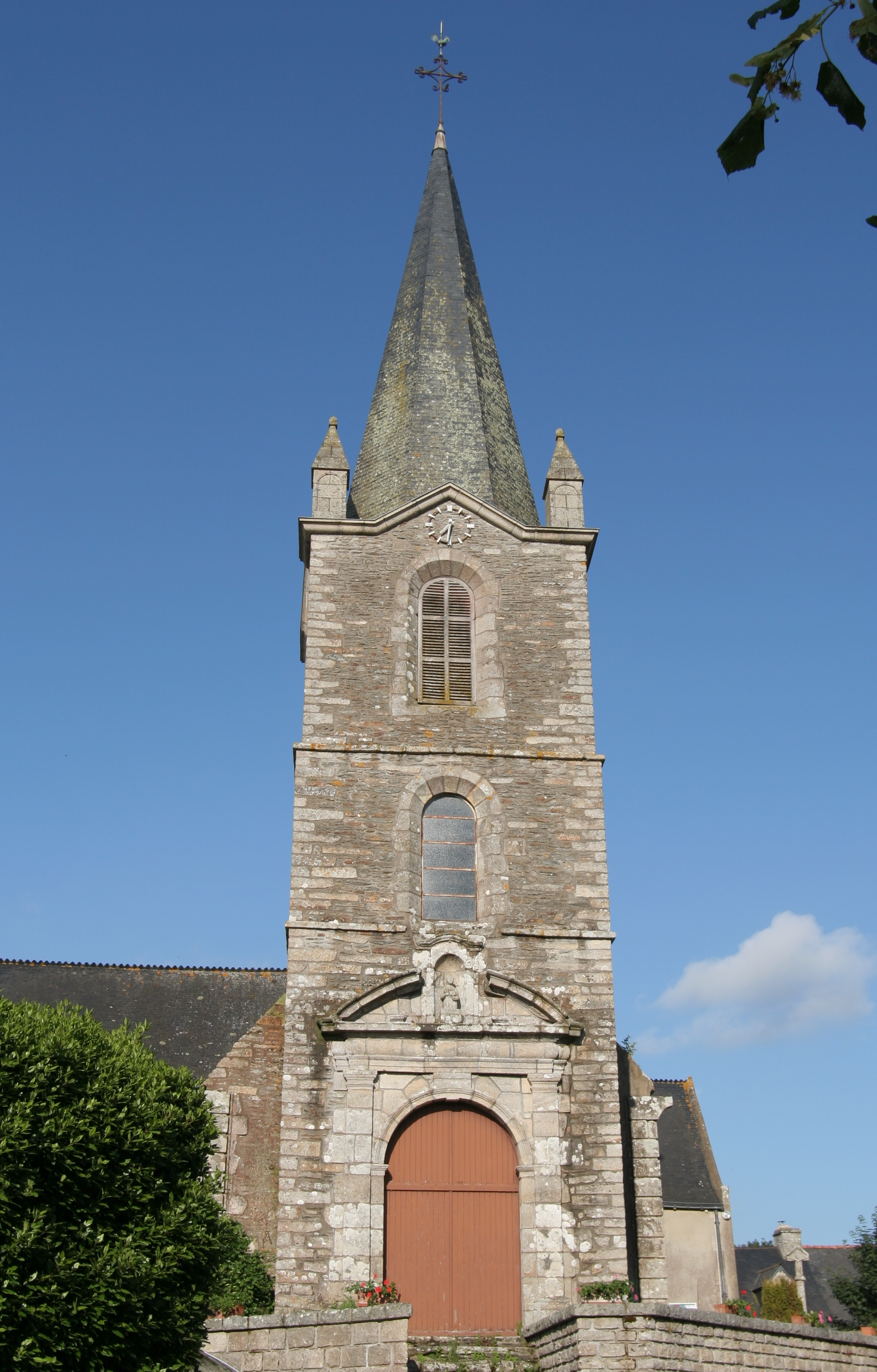
Église Saint-Étienne : façade et clocher.
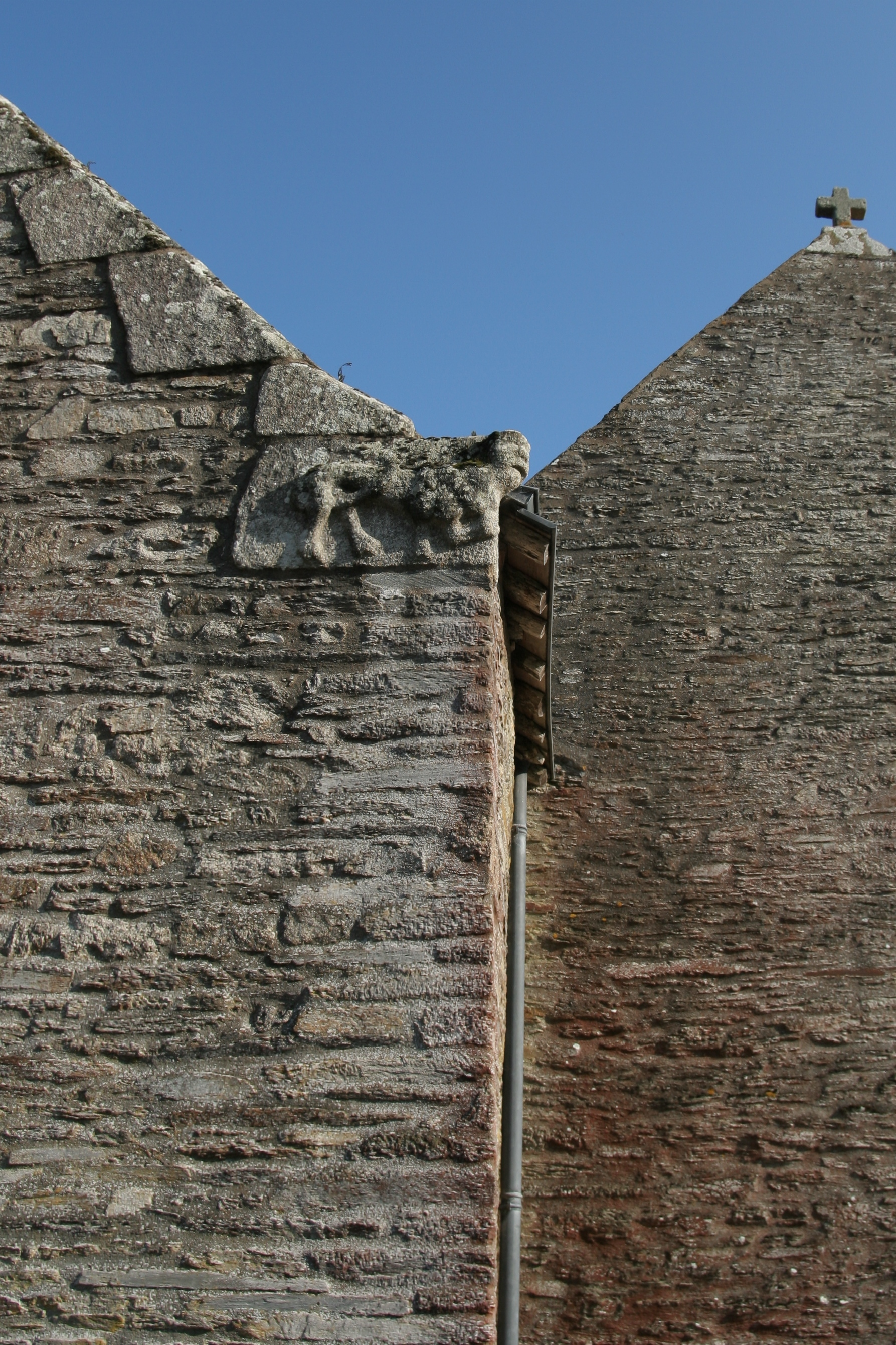
Église Saint-Étienne: détail.

La commune compte un monument historique :
- la croix de cimetière près de l'église, inscrite par arrêté du 30 mai 1927[39].

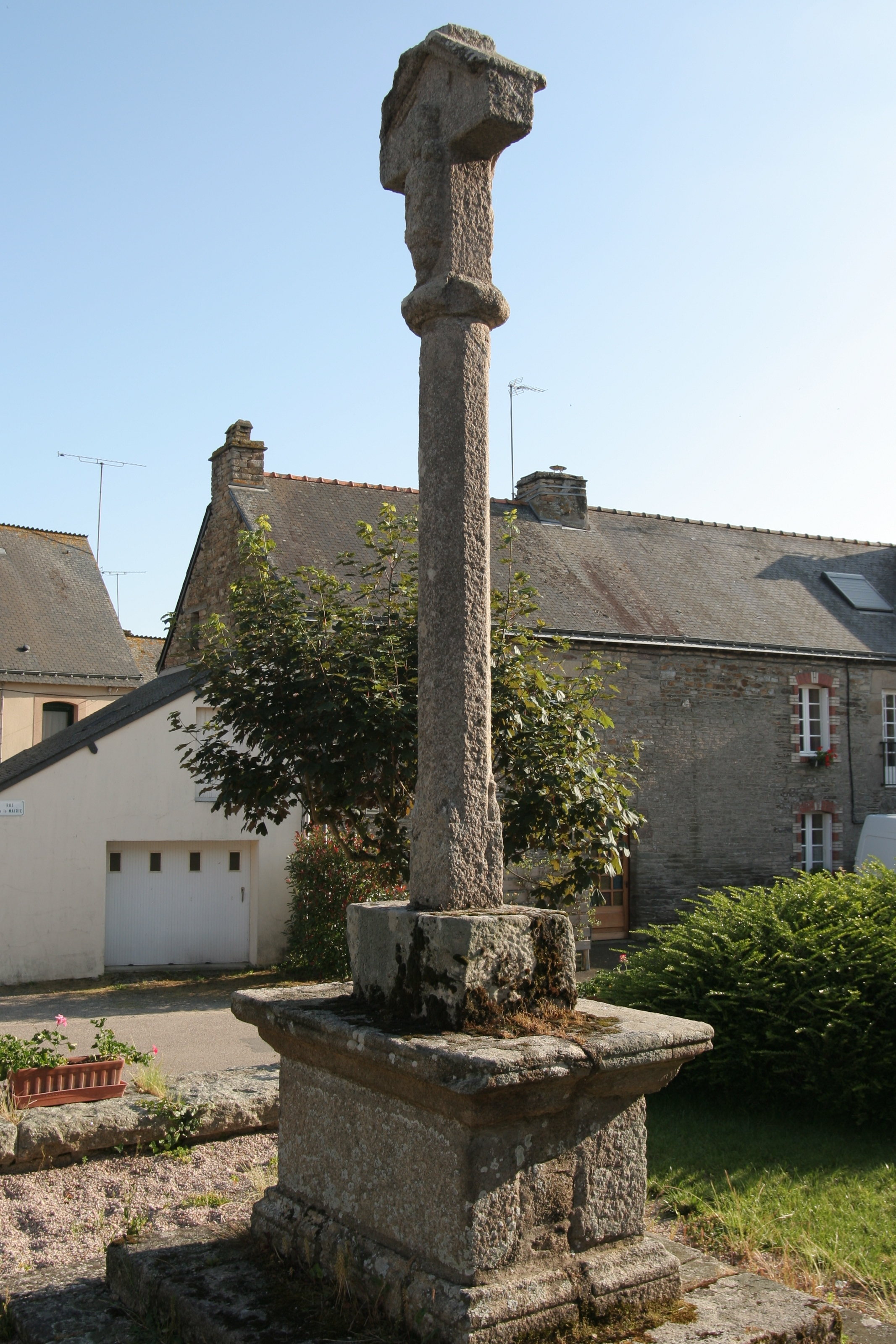
Face est de la croix.
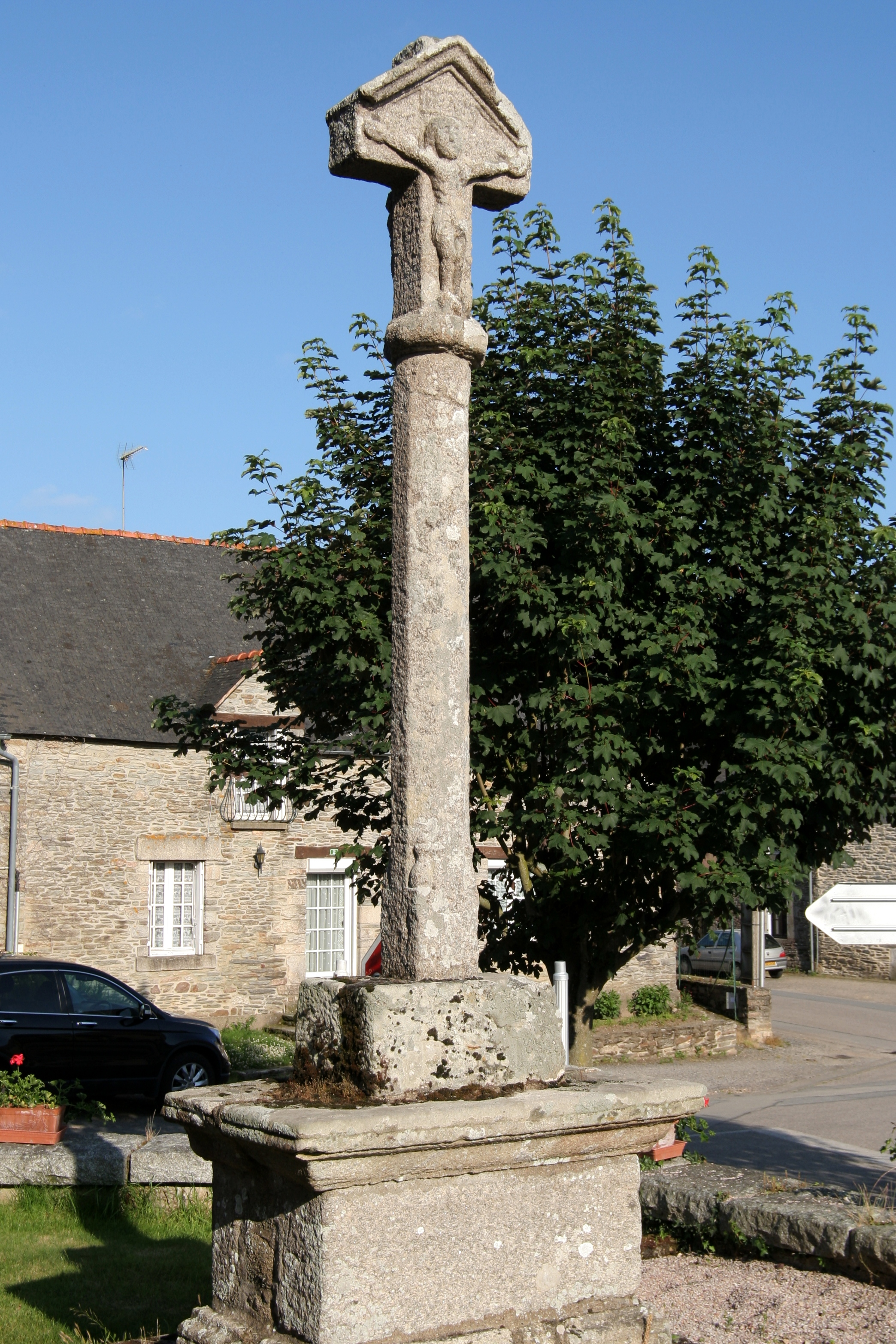
Face ouest de la croix.

- L'ancienne fontaine Sainte-Anne (restaurée en 1943 et en 1998).